# Anaxipha longipennis
Anaxipha longipennis är en insektsart som först beskrevs av Jean Guillaume Audinet Serville 1838.  Anaxipha longipennis ingår i släktet Anaxipha och familjen syrsor. Inga underarter finns listade i Catalogue of Life.